# Dibenzotiofen
Dibenzotiofen je organosumporno jedinjenje koje sadrži dva benzenska prstena kondenzovana sa centralnim tiofenskim prstenom. On je bezbojna čvrsta materija koja je hemijski u nekoj meri slična antracenu. Ovo triciklično heterociklično jedinjenje, i posebno njegovi alkil supstituisani derivati, su zastupljeni u znatnoj meri u težim frakcijama petroleuma.

## Sinteza i reakcije
Dibenzotiofen se priprema reakcijom bifenila sa sumpor dihloridom u prisustvu aluminijum trihlorida.
Redukcija litijumom rezultuje u raskidanju jedne C-S veze. Dolazi do S-oksidacije i nastaje sulfon, koji je labilniji od dibenzotiofena. Sa butil litijumom, ovo heterociklično jedinjenje podleže litinaciji na pozicijama 4 i 6.